# Lars-Göran Carlsson
Lars-Göran Carlsson (n. 24 iulie 1949, Norrköping, Östergötland, Suedia – d. 27 iulie 2020) a fost un trăgător de tir ce a reprezentat Suedia, medaliat olimpic. A participat la o ediție a Jocurilor Olimpice (1980) în care a câștigat o medalie de argint.